# سقاواز
سقاواز روستایی است که در استان اردبیل، شهرستان کوثر، بخش مرکزی، دهستان سنجبد شمالی قرار دارد روستای سقاواز یکی از تاریخیترین روستاهای همجوار می‌باشد دارای سه طایفه جوروغلو آشوری و تات در این روستای تاریخی زندگی میکنند 
روستای سقاواز جاهای دیدنی و گردشگری زیادی در خود جای داده است که میتوان به معروفترین آن از جمله قلعه تاریخی روستای سقاواز اقامتگاه قاطرباخلانان و داش بولاغی که به بام منطقه فولادلو معروف است میتوان اشاره کرد
کوه باغرو سقاواز یا یوغون بلاخ
کوهی که در شمال روستای سقاواز واقع شده است بی تردید یکی از بکرترین و مطبوع ترین مناظر طبیعی و گردشگری استان محسوب می شود.کوه یوغون بلاخ همه ساله در فصل بهار با رویش گل های عطرآگین دارویی و شکوفه های رنگارنگ میزبان کوهنوردان و طبیعت دوستان از سراسر ایران است.در دامنه این کوه جاذبه قاطر باغلانان در بالای آن چشمه ای  با آبی خنک و با حرکت به سمت شرق   کورت چای سرازیر و در ان کوه واقع شده است.اگر در اردیبهشت ماه سری به این کوه دل انگیز بزنید از گیاهان دارویی چون آویشن یا کاکوتی (کهلیک اوتی) ، گشنیز کوهی ، چای پشمی (توکلوجه) ، ترشک (ترشمبلی) و میوه ریواس (اوشقون) بی نصیب نخواهید بود.

## جمعیت
بر اساس سرشماری مرکز آمار ایران در سال ۱۳۹۰، جمعیت این روستا ۳۴۳ نفر با ۶۹ خانوار بوده است.